# Untermühle (Treuchtlingen)
Untermühle ist ein Wohnplatz in der Stadt Treuchtlingen im mittelfränkischen Landkreis Weißenburg-Gunzenhausen.
Die Einöde mit aktuell (2022) einem Wohngebäude liegt auf der Gemarkung Windischhausen am rechten Ufer der Rohrach etwa siebenhundert Meter südöstlich des Ortskerns von Windischhausen und nördlich der  Staatsstraße 2218. Untermühle ist kein amtlich benannter Gemeindeteil, der Ort wird dem Gemeindeteil Windischhausen zugerechnet.

## Geschichte
In den Amtlichen Ortsverzeichnissen für Bayern wurde Untermühle in der Ausgabe von 1877 als Ort genannt. Dort wurde der Ort für 1871 als Einöde der Gemeinde Windischhausen im Bezirksamt Gunzenhausen dokumentiert. Sie hatte sieben Einwohner, fünf Gebäude, vier Pferde, elf Stück Rindvieh und gehörte zur protestantischen Pfarrei und Schule in Windischhausen. Für 1875 wurden neun Einwohner dokumentiert.